# Palestina de Los Altos
Palestina de los Altos es un municipio del departamento de Quetzaltenango, localizado a 32 km de la ciudad de Quetzaltenango y a 230 km de la Ciudad de Guatemala en la República de Guatemala. Fue instituido como municipio el 18 de febrero de 1933, separándolo del municipio de San Juan Ostuncalco. 
Cuenta con 20,719 habitantes (2022); tiene una superficie de 48 km².

## División política
El municipio cuenta un casco urbano, tres aldeas, treinta y seis caseríos y un cantón:
| Categoría                  | Aldeas |
| -------------------------- | --- |
| Cabecera municipal         | - Nueva Linda - El Socorro - Los Gonzáles - Los Méndez - Los Peñalonzo - Roble Grande - El Campo - Alta Mira - Los López - Los Díaz - Los Cabrera - La Feria - Los Morales - Los Molinos |
| Aldea El Carmen            | - Los Miranda - La Joya - Nuevo Palmira - El Centro del Carmen - Toj Wabill - El Carmen II - El Toj Pic                                                                                  |
| Aldea San José Buena Vista | - Los González - Los Marroquín - La Cumbre - El Centro de San José Buena Vista - Los Gómez - Los Pérez - Cruz Verde - Toj Choll (Cruz del Mexicano)                                      |
| Aldea El Edén              | - Mira Peña - Las Delicias - Buenos Aires - Centro del Edén - El Sinaí - Los Desiertos - Los Laureles El Edén - Cantón Barrios                                                           |

## Geografía física

### Ubicación geográfica
El Municipio de Palestina de Los Altos colinda con dos departamentos: San Marcos y Quetzaltenango y se localiza en la región de Los Altos, en la parte sur oeste del departamento de Quetzaltenango a una distancia de 33 km de la cabecera departamental, y a 234 km de la Ciudad de Guatemala
Sus colindancias son:
- Norte: San Antonio Sacatepéquez, municipios del departamento de San Marcos y con Sibilia y San Carlos Sija municipios del departamento de Quetzaltenango
- Sur: San Juan Ostuncalco municipio del departamento de Quetzaltenango
- Este: Cajola, San Juan Ostuncalco y San Carlos Sija municipios del departamento de Quetzaltenango
- Oeste: San Pedro Sacatepéquez (San Marcos) municipios del departamento de San Marcos[3]

|                                            | Norte: San Antonio Sacatepéquez Sibilia San Carlos Sija |                                                  |
| Oeste: San Pedro Sacatepéquez (San Marcos) |                                                         | Este: Cajola San Juan Ostuncalco San Carlos Sija |
|                                            | Sur: San Juan Ostuncalco                                |                                                  |

## Gobierno municipal
Los municipios se encuentran regulados en diversas leyes de la República, que establecen su forma de organización, lo relativo a la conformación de sus órganos administrativos y los tributos destinados para los mismos.  Aunque se trata de entidades autónomas, se encuentran sujetas a la legislación nacional. Las principales leyes que rigen a los municipios en Guatemala desde 1985 son:
| N.º | Ley                                                | Descripción |
| --- | -------------------------------------------------- | --- |
| 1   | Constitución Política de la República de Guatemala | Tiene una regulación legal específica para los municipios en los artículos 253 al 262. |
| 2   | Ley Electoral y de Partidos Políticos              | Ley de carácter constitucional aplicable a los municipios en el tema de la conformación de sus autoridades electas. |
| 3   | Código Municipal                                   | Decreto 12-2002 del Congreso de la República de Guatemala. Tiene la categoría de ley ordinaria y contiene preceptos generales aplicables a todos los municipios, e inclusive contiene legislación referente a la creación de los municipios.             |
| 4   | Ley de Servicio Municipal                          | Decreto 1-87 del Congreso de la República de Guatemala. Regula las relaciones entra la municipalidad y los servidores públicos en materia laboral. Tiene su base constitucional en el artículo 262 de la constitución que ordena la emisión de la misma. |
| 5   | Ley General de Descentralización                   | Decreto 14-2002 del Congreso de la República de Guatemala. Regula el deber constitucional del Estado, y por ende del municipio, de promover y aplicar la descentralización y desconcentración económica y administrativa.                                |

El gobierno de los municipios de Guatemala está a cargo de un Concejo Municipal mientras que el código municipal —que tiene carácter de ley ordinaria y contiene disposiciones que se aplican a todos los municipios de Guatemala— establece que «el concejo municipal es el órgano colegiado superior de deliberación y de decisión de los asuntos municipales […] y tiene su sede en la circunscripción de la cabecera municipal». Por último, el artículo 33 del mencionado código establece que «[le] corresponde con exclusividad al concejo municipal el ejercicio del gobierno del municipio».
El concejo municipal se integra con el alcalde, los síndicos y concejales, electos directamente por sufragio universal y secreto para un período de cuatro años, pudiendo ser reelectos.
Existen también las Alcaldías Auxiliares, los Comités Comunitarios de Desarrollo (COCODE), el Comité Municipal del Desarrollo (COMUDE), las asociaciones culturales y las comisiones de trabajo. Los alcaldes auxiliares son elegidos por las comunidades de acuerdo a sus principios, valores, procedimientos y tradiciones, estos se reúnen con el alcalde municipal el primer domingo de cada mes. Los Comités Comunitarios de Desarrollo y el Consejo Municipal de Desarrollo tiene como función organizar y facilitar la participación de las comunidades priorizando necesidades y problemas.
Los alcaldes que ha habido en el municipio son:
- 2012-2016: Wílmer Morales[5]